# Coesewijne
Der Coesewijne (Sranatongo: Kusuwini) ist ein Fluss in Suriname (Südamerika), in den Distrikten Para und Saramacca. Er ist ein östlicher Seitenfluss des Coppename.

## Flussverlauf
Der Coesewijne entspringt im Savannengebiet, nördlich vom Goliathberg. Er strömt nach Norden und verläuft ab der sogenannten jungen Küstenebene nach Westen. Der Coesewijne mündet südlich vom Ort Boskamp,  nördlich von der ehemaligen Lepra-Station Batavia in den Coppename.

## Besonderheiten
Der südliche Bereich des Flusses ist gekennzeichnet durch starken Pflanzenbewuchs, der u. a. auch Lebensraum der Karibik-Manati, einer Seekuhart ist. Außerdem ist der Coesewijne teilweise Bestandteil des Ober-Coesewijne-Naturschutzgebietes.